# Desirae Krawczyk
Desirae Krawczyk (Palm Desert, 11 gennaio 1994) è una tennista statunitense.
Vincitrice di 10 titoli in doppio, in tale specialità ha raggiunto la finale all'Open di Francia 2020 e le semifinali alle WTA Finals nel 2022.
Nel doppio misto ha invece vinto quattro prove del Grande Slam: l'Open di Francia, due Wimbledon e gli US Open, oltre ad aver raggiunto la finale agli Australian Open.
Il suo miglior piazzamento è alla posizione n.10 del doppio l'11 luglio 2022.

## Carriera

### 2018-2019: primi titoli WTA e top-40
Nell'aprile 2018, Desirae ha raggiunto la sua prima finale WTA a Monterrey assieme alla padrona di casa Giuliana Olmos: le due si arrendono a Broady/Sorribes Tormo per [8-10] al super-tiebreak. Dopo una semifinale a Nottingham, con Alexa Guarachi raggiunge la seconda finale stagionale a Gstaad: nella circostanza, battono Arruabarrena/Bacsinszky per 4-6 6-4 [10-6]; per entrambe è il primo titolo nel circuito maggiore. Chiude l'anno al n°67 del mondo.
Nel 2019, arriva per la prima volta in carriera al terzo turno di uno slam all'Australian Open assieme a Nao Hibino: le due cedono alle ceche Vondroušová/Strýcová in due set. A fine febbraio, con Giuliana Olmos, arriva in finale ad Acapulco: si arrendono ad Azaranka/Zheng. Dopo diverse uscite all'esordio, assieme alla connazionale Pegula centra il terzo round al Roland Garros, dove vengono eliminate da Mertens/Sabalenka. Sull'erba di Nottingham, alla terza finale con Olmos, riesce a vincere il titolo, il secondo della carriera, sconfiggendo nell'ultimo atto Perez/Rodionova per 7-6(5) 7-5. Grazie anche a due semifinali nei '500' di San José e Zhengzhou, Krawczyk termina l'anno al n°37 del mondo.

### 2020: prima finale slam, due titoli WTA e ingresso in top-30
Il primo buon risultato di Desirae nel 2020 arriva nel Premier Mandatory di Miami: in coppia con la connazionale Riske, giungono sino alla semifinale, dove si arrendono a Krejčíková/Siniaková. Torna in finale ad Acapulco con Giuliana Olmos: a differenza di quanto successo nel 2019, questa volta le due conquistano il titolo, battendo in finale Bondarenko/Fichman in due set.
Dopo la pausa forzata dovuta alla pandemia di COVID-19, Krawczyk raggiunge una semifinale a Lexington e poi vince il secondo titolo stagionale a Istanbul assieme ad Alexa Guarachi, superando nell'atto finale Perez/Hunter (6-1 6-3). Nella parte finale di stagione, si disputa straordinariamente il Roland Garros: in coppia con Guarachi, arrivano sino ai quarti di finale, battendo agli ottavi la coppia campionessa in carica di Wimbledon Hsieh/Strýcová. Tra le ultime otto coppie, Desirae e Alexa superano agevolmente Shibahara/Aoyama per 6-0 6-4, raggiungendo la prima semifinale slam della carriera; nel penultimo atto, eliminano Melichar/Świątek in tre set, accedendo alla finale del torneo, la prima a livello major. Nel match valevole per il titolo, la coppia Guarachi/Krawczyk si arrende a Babos/Mladenovic con lo score di 4-6 5-7.
Grazie all'ottima stagione, Desirae chiude l'anno al n°25 del mondo, suo nuovo best-ranking.

### 2021: primo titolo a livello '500', semifinale allo US Open e top-20
Dopo un terzo turno all'Australian Open, Guarachi/Krawczyk vincono il '500' di Adelaide, battendo in finale Carter/Stefani in tre set. Con Giuliana Olmos, raggiunge la seconda finale stagionale a Guadalajara, dove cedono a Perez/Sharma con un doppio 4-6.
Su terra, dopo la semifinale a Charleston con Guarachi, raggiunge la finale a Stoccarda con la connazionale Mattek-Sands: le due cedono nella sfida per il titolo a Barty/Brady al super-tiebreak. A Strasburgo, vince il suo 6º titolo in carriera, il quarto con Guarachi, sconfiggendo Ninomiya/Yang nell'ultimo atto (6-2 6-3). Al Roland Garros, dove Desirae e Alexa difendevano la finale, escono di scena già al primo turno per mano di Linette/Pera.
Su erba, arrivano al massimo due quarti di finale a Berlino e Eastbourne; a Wimbledon, le due cedono a Mattek-Sands/Mirza all'esordio.
Sul cemento americano, dopo i quarti a Montréal, Guarachi/Krawczyk partecipano allo US Open: dopo tre comodi successi, ai quarti eliminano in rimonta le rumene Niculescu/Ruse (6(5)-7 6-2 6-3). Nella loro seconda semifinale a livello major, le due cedono il passo a Zhang/Stosur, che poi vinceranno il titolo.
Grazie all'ottima stagione disputata, Alexa e Desirae si qualificano alle WTA Finals di Guadalajara: inserite nel gruppo "El Tajin", vengono battute dalle n°1 del mondo Krejčíková/Siniaková e dalle campionesse di Wimbledon Hsieh/Mertens, vincendo solo il match contro Olmos/Fichman; chiudono al terzo posto nel girone, non avendo accesso alle semifinali.
Krawczyk termina l'anno al n°17 del mondo, nuovo best-ranking.

### 2022: semifinale a Wimbledon e top-10
Dopo un terzo turno all'Australian Open con Collins, il primo risultato di rilievo della stagione di Desirae arriva a Stoccarda: in coppia con Demi Schuurs, vincono il titolo del WTA '500', battendo in finale Gauff/Zhang per 6-3 6-4. Le due ottengono un ottimo risultato anche nel '1000' di Madrid, arrivando in finale, la prima di questo livello per l'americana: nel match valevole per il titolo, vengono sconfitte da Olmos/Dabrowski al super-tiebreak. Nel successivo '1000' di Roma, le due si fermano in semifinale contro Kudermetova/Pavljučenkova.
Su erba, oltre alla semifinale a 'S-Hertogenbosch con Schuurs, Desirae ottiene con Collins la prestigiosa semifinale a Wimbledon: nella circostanza, la coppia americana si arrende a Mertens/Zhang in tre set. Grazie al risultato, Krawczyk entra per la prima volta tra le prime dieci giocatrici del mondo, ottenendo il suo best-ranking al n°10.
Sul cemento americano, prosegue la partnership con Schuurs: dopo i quarti a Toronto, arrivano in semifinale a Cincinnati, dove cedono a Melichar/Perez. Allo US Open, raggiungono i quarti di finale, dove vengono nettamente sconfitte da McNally/Townsend.
Dopo altre due semifinali a Tokyo e San Diego, Krawczyk/Schuurs si qualificano per le WTA Finals di Fort Worth: inserite nel gruppo "Rosie Casals", perdono in due set da Krejčíková/Siniaková; tuttavia, vincendo i successivi due match su Pegula/Gauff e su Xu/Yang, riescono ad arrivare seconde e ad accedere alla semifinale. Nel penultimo atto, vengono nettamente eliminate da Kudermetova/Mertens (1-6 1-6).
Desirae termina la stagione al n°16 del mondo.

### 2023: tre titoli WTA e best-ranking
Krawczyk decide di giocare i toreni più importanti con Demi Schuurs: le due raggiungono i quarti all'Australian Open, cedendo alle future campionesse Krejčíková/Siniaková in due set. Dopo una semifinale ad Abu Dhabi con Olmos, trova un'altra semifinale nel '1000' di Dubai assieme a Schuurs, persa contro le sorelle Chan.
Sulla terra, ottiene il titolo a Charleston, stavolta a fianco di Danielle Collins: le due battono in finale Olmos/Shibahara per [12-10] al super-tiebreak. A Stoccarda, con Schuurs, conferma il titolo vinto nel 2022, sconfiggendo Melichar/Olmos nell'ultimo atto, con lo score di 6-4 6-1. Per Desirae sono 8 vittorie consecutive, che si interrompono con l'eliminazione al primo turno in quel di Madrid. Dopo la semifinale a Roma, persa da Gauff/Pegula, Krawczyk/Schuurs colgono la finale a Strasburgo: a differenza di quanto fatto nel 2022, stavolta Desirae non riesce a ripetere la vittoria del torneo, cedendo a Xu/Yang in due set. Al Roland Garros, si arrendono agli ottavi alle future campionesse Hsieh/Wang. Sull'erba, il miglior risultato per Krawczyk/Schuurs è a Eastbourne, dove vincono il titolo sconfiggendo Melichar/Perez per 6-2 6-4. A Wimbledon, Desirae non riesce a ripetere l'exploit del 2022: l'americana e Schuurs si arrendono al secondo turno a Minnen/Bondár. Sul cemento americano, le due trovano la terza finale assieme (la 5° per Desirae) nel '1000' di Montréal: non riescono a conquistare il titolo, perdendo contro Aoyama/Shibahara per [11-13] al super-tiebreak. Nonostante non arrivino grandi risultati tra fine agosto e ottobre, Krawczyk/Schuurs si qualificano per le WTA Finals di Cancún: inserite nel gruppo Maya Ka'an, le due perdono tutti e tre i match del round robin, non riuscendo a passare alla fase successiva del torneo.
Termina l'anno al n°16 del mondo (come nel 2022), raggiungendo il suo best ranking ad agosto con il n°8 delle classifiche.

### 2024
Desirae decide di cambiare partner, non disputando più la maggior parte dei tornei con Demi Schuurs. Nella trasferta australiana, gioca con Ena Shibahara: a Hobart non vanno oltre i quarti mentre all'Australian Open escono di scena al terzo turno, perdendo proprio da Schuurs e Stefani. Ad Abu Dhabi, Doha e Dubai forma una coppia a stelle e strisce con Caroline Dolehide: il miglior risultato giunge nel '1000' di Doha, dove raccolgono la finale, dove cedono a Schuurs/Stefani per 4-6 2-6. A San Diego, assieme a Jessica Pegula, raggiunge la seconda finale WTA dell'anno: le due si arrendono a Melichar-Martinez/Perez in due set. Dopodiché, torna a giocare in pianta stabile con Dolehide: i migliori risultati arrivano a Roma e al Roland Garros, dove si spingono sino alla semifinale; nel torneo italiano, perdono dalle italiane Errani/Paolini, a Parigi soccombono a Gauff/Siniaková.

## Statistiche WTA

### Doppio

#### Vittorie (12)
| Legenda               | Legenda      |
| --------------------- | ------------ |
| Grande Slam (0)       |              |
| Ori Olimpici (0)      |              |
| WTA Finals (0)        |              |
| WTA Elite Trophy (0)  |              |
| Dal 2009 al 2020      | Dal 2021     |
| Premier Mandatory (0) | WTA 1000 (1) |
| Premier 5 (0)         | WTA 1000 (1) |
| Premier (0)           | WTA 500 (5)  |
| International (4)     | WTA 250 (2)  |

| N.  | Data              | Torneo                                   | Superficie      | Compagna          | Avversarie in finale                    | Punteggio           |
| 1.  | 22 luglio 2018    | Ladies Open Lausanne, Gstaad             | Terra rossa     | Alexa Guarachi    | Lara Arruabarrena Timea Bacsinszky      | 4-6, 6-4, [10-6]    |
| 2.  | 16 giugno 2019    | Nottingham Open, Nottingham              | Erba            | Giuliana Olmos    | Ellen Perez Arina Rodionova             | 7-6(5), 7-5         |
| 3.  | 29 febbraio 2020  | Abierto Mexicano de Tenis, Acapulco      | Cemento         | Giuliana Olmos    | Kateryna Bondarenko Sharon Fichman      | 6-3, 7-6(5)         |
| 4.  | 13 settembre 2020 | Istanbul Cup, Istanbul                   | Terra rossa     | Alexa Guarachi    | Ellen Perez Storm Sanders               | 6-1, 6-3            |
| 5.  | 27 febbraio 2021  | Adelaide International, Adelaide         | Cemento         | Alexa Guarachi    | Hayley Carter Luisa Stefani             | 6(4)-7, 6-4, [10-3] |
| 6.  | 29 maggio 2021    | Internationaux de Strasbourg, Strasburgo | Terra rossa     | Alexa Guarachi    | Makoto Ninomiya Yang Zhaoxuan           | 6-2, 6-3            |
| 7.  | 24 aprile 2022    | Stuttgart Open, Stoccarda                | Terra rossa (i) | Demi Schuurs      | Coco Gauff Zhang Shuai                  | 6-3, 6-4            |
| 8.  | 9 aprile 2023     | Charleston Open, Charleston              | Terra verde     | Danielle Collins  | Giuliana Olmos Ena Shibahara            | 0-6, 6-4, [14-12]   |
| 9.  | 23 aprile 2023    | Stuttgart Open, Stoccarda (2)            | Terra rossa (i) | Demi Schuurs      | Nicole Melichar-Martinez Giuliana Olmos | 6-4, 6-1            |
| 10. | 1º luglio 2023    | Eastbourne International, Eastbourne     | Erba            | Demi Schuurs      | Nicole Melichar-Martinez Ellen Perez    | 6-2, 6-4            |
| 11. | 12 agosto 2024    | Canadian Open, Toronto                   | Cemento         | Caroline Dolehide | Gabriela Dabrowski Erin Routliffe       | 7-6(2), 3-6, [10-7] |
| 12. | 2 febbraio 2025   | Singapore Tennis Open, Singapore         | Cemento (i)     | Giuliana Olmos    | Wang Xinyu Zheng Saisai                 | 7-5, 6-0            |

#### Sconfitte (11)
| Legenda               | Legenda      |
| --------------------- | ------------ |
| Grande Slam (1)       |              |
| Argenti Olimpici (0)  |              |
| WTA Finals (0)        |              |
| WTA Elite Trophy (0)  |              |
| Dal 2009 al 2020      | Dal 2021     |
| Premier Mandatory (0) | WTA 1000 (3) |
| Premier 5 (0)         | WTA 1000 (3) |
| Premier (0)           | WTA 500 (3)  |
| International (2)     | WTA 250 (2)  |

| N.  | Data             | Torneo                                   | Superficie      | Compagna              | Avversarie in finale                 | Punteggio           |
| 1.  | 8 aprile 2018    | Monterrey Open, Monterrey                | Cemento         | Giuliana Olmos        | Naomi Broady Sara Sorribes Tormo     | 6-3, 4-6, [8-10]    |
| 2.  | 2 marzo 2019     | Abierto Mexicano de Tenis, Acapulco      | Cemento         | Giuliana Olmos        | Viktoryja Azaranka Zheng Saisai      | 1-6, 2-6            |
| 3.  | 11 ottobre 2020  | Open di Francia, Parigi                  | Terra rossa     | Alexa Guarachi        | Tímea Babos Kristina Mladenovic      | 4-6, 5-7            |
| 4.  | 13 marzo 2021    | Abierto Zapopan, Guadalajara             | Cemento         | Giuliana Olmos        | Ellen Perez Astra Sharma             | 4-6, 4-6            |
| 5.  | 25 aprile 2021   | Stuttgart Open, Stoccarda                | Terra rossa (i) | Bethanie Mattek-Sands | Ashleigh Barty Jennifer Brady        | 4-6, 7-5, [5-10]    |
| 6.  | 7 maggio 2022    | Madrid Open, Madrid                      | Terra rossa     | Demi Schuurs          | Gabriela Dabrowski Giuliana Olmos    | 6(1)-7, 7-5, [7-10] |
| 7.  | 27 maggio 2023   | Internationaux de Strasbourg, Strasburgo | Terra rossa     | Giuliana Olmos        | Xu Yifan Yang Zhaoxuan               | 3-6, 2-6            |
| 8.  | 13 agosto 2023   | Canadian Open, Montréal                  | Cemento         | Demi Schuurs          | Shūko Aoyama Ena Shibahara           | 4-6, 6-4, [11-13]   |
| 9.  | 17 febbraio 2024 | Qatar Ladies Open, Doha                  | Cemento         | Caroline Dolehide     | Demi Schuurs Luisa Stefani           | 4-6, 2-6            |
| 10. | 3 marzo 2024     | San Diego Open, San Diego                | Cemento         | Jessica Pegula        | Nicole Melichar-Martinez Ellen Perez | 1-6, 2-6            |
| 11. | 6 aprile 2025    | Charleston Open, Charleston              | Terra verde     | Caroline Dolehide     | Jeļena Ostapenko Erin Routliffe      | 4-6, 2-6            |

### Doppio misto

#### Vittorie (4)
| Legenda                 |
| ----------------------- |
| Australian Open (0)     |
| Open di Francia (1)     |
| Torneo di Wimbledon (2) |
| US Open (1)             |
| Ori Olimpici (0)        |

| N. | Anno              | Torneo                          | Superficie  | Compagno      | Avversari in finale            | Punteggio        |
| 1. | 10 giugno 2021    | Open di Francia, Parigi         | Terra rossa | Joe Salisbury | Elena Vesnina Aslan Karacev    | 2-6, 6-4, [10-5] |
| 2. | 11 luglio 2021    | Torneo di Wimbledon, Londra     | Erba        | Neal Skupski  | Harriet Dart Joe Salisbury     | 6-2, 7-6(1)      |
| 3. | 11 settembre 2021 | US Open, New York               | Cemento     | Joe Salisbury | Giuliana Olmos Marcelo Arévalo | 7-5, 6-2         |
| 4. | 7 luglio 2022     | Torneo di Wimbledon, Londra (2) | Erba        | Neal Skupski  | Samantha Stosur Matthew Ebden  | 6-4, 6-3         |

#### Sconfitte (2)
| Legenda                 |
| ----------------------- |
| Australian Open (1)     |
| Open di Francia (1)     |
| Torneo di Wimbledon (0) |
| US Open (0)             |
| Argenti Olimpici (0)    |

| N. | Anno            | Torneo                     | Superficie  | Compagno     | Avversari in finale                    | Punteggio           |
| 1. | 26 gennaio 2024 | Australian Open, Melbourne | Cemento     | Neal Skupski | Hsieh Su-wei Jan Zieliński             | 7-6(5), 4-6, [9-11] |
| 2. | 6 giugno 2024   | Open di Francia, Parigi    | Terra rossa | Neal Skupski | Laura Siegemund Édouard Roger-Vasselin | 4-6, 5-7            |

## Circuito WTA 125

### Doppio

#### Sconfitte (1)
| N. | Data             | Torneo                      | Superficie | Compagna       | Avversarie in finale          | Punteggio        |
| 1. | 17 novembre 2018 | Houston Challenger, Houston | Cemento    | Giuliana Olmos | Maegan Manasse Jessica Pegula | 6-1, 4-6, [8-10] |

## Statistiche ITF

### Doppio

#### Vittorie (6)
| Torneo $100.000 (1) |
| Torneo $80.000 (0)  |
| Torneo $75.000 (0)  |
| Torneo $60.000 (1)  |
| Torneo $50.000 (0)  |
| Torneo $25.000 (2)  |
| Torneo $15.000 (2)  |
| Torneo $10.000 (0)  |

| N. | Data            | Torneo                                                      | Superficie | Partner        | Avversarie                          | Punteggio        |
| 1. | 15 gennaio 2017 | Open GDF SUEZ de Fort-de-France, Fort-de-France             | Cemento    | Giuliana Olmos | Sara Cakarevic Emmanuelle Salas     | 6-3, 6-2         |
| 2. | 28 gennaio 2017 | Open GDF SUEZ de Saint-Martin, Saint-Martin                 | Cemento    | Giuliana Olmos | Chayenne Ewijk Rosalie van der Hoek | 6-1, 6-1         |
| 3. | 15 aprile 2017  | Women's ITF Irapuato Club de Golf Santa Margarita, Irapuato | Cemento    | Giuliana Olmos | Ronit Yurovsky Marcela Zacarías     | 6-1, 6-0         |
| 4. | 19 maggio 2017  | Incheon Women's Challenger, Incheon                         | Cemento    | Giuliana Olmos | Choi Ji-hee Kim Na-ri               | 6–3, 2–6, [10–8] |
| 5. | 29 luglio 2017  | FSP Gold River Women's Challenger, Sacramento               | Cemento    | Giuliana Olmos | Jovana Jakšić Vera Lapko            | 6-1, 6-2         |
| 6. | 18 agosto 2018  | Vancouver Open, Vancouver                                   | Cemento    | Giuliana Olmos | Kateryna Kozlova Arantxa Rus        | 6-2, 7-5         |

#### Sconfitte (5)
| Torneo $100.000 (1) |
| Torneo $80.000 (1)  |
| Torneo $75.000 (0)  |
| Torneo $60.000 (1)  |
| Torneo $50.000 (0)  |
| Torneo $25.000 (1)  |
| Torneo $15.000 (0)  |
| Torneo $10.000 (1)  |

| N. | Data              | Torneo                                                      | Superficie  | Partner           | Avversarie                    | Punteggio         |
| 1. | 17 settembre 2016 | Azores Open Futures, Ponta Delgada                          | Terra rossa | Elina Vichrjanova | Katharina Hering Andrea Ka    | 3–6, 3–6          |
| 2. | 19 agosto 2017    | Vancouver Open, Vancouver                                   | Cemento     | Giuliana Olmos    | Jessica Moore Jocelyn Rae     | 1–6, 5–7          |
| 3. | 17 marzo 2018     | Women's ITF Irapuato Club de Golf Santa Margarita, Irapuato | Cemento     | Giuliana Olmos    | Alexa Guarachi Erin Routliffe | 6–4, 2–6, [6–10]  |
| 4. | 3 novembre 2018   | RBC Pro Challenge, Tyler                                    | Cemento     | Giuliana Olmos    | Nicole Gibbs Asia Muhammad    | 6-3, 3-6, [12-14] |
| 5. | 31 gennaio 2020   | McDonald's Burnie International, Burnie                     | Cemento     | Asia Muhammad     | Ellen Perez Storm Sanders     | 3-6, 2-6          |

## Competizioni a squadre

### Vittorie (2)
| N. | Data           | Torneo             | Superficie | Compagni                                                                                      | Avversari in finale | Punteggio |
| 1. | 8 gennaio 2023 | United Cup, Sydney | Cemento    | Jessica Pegula Madison Keys Alycia Parks Taylor Fritz Frances Tiafoe Denis Kudla Hunter Reese | Martina Trevisan Lucia Bronzetti Camilla Rosatello Matteo Berrettini Lorenzo Musetti Andrea Vavassori Marco Bortolotti | 4-0       |
| 2. | 5 gennaio 2025 | United Cup, Sydney | Cemento    | Coco Gauff Danielle Collins Taylor Fritz Denis Kudla Robert Galloway                          | Iga Świątek Maja Chwalińska Alicja Rosolska Hubert Hurkacz Kamil Majchrzak Jan Zieliński                               | 2-0       |